# Bleekeria viridianguilla
Bleekeria viridianguilla is een straalvinnige vissensoort uit de familie van zandspieringen (Ammodytidae). De wetenschappelijke naam van de soort is voor het eerst geldig gepubliceerd in 1931 door Fowler.